# Abydos (Csillagkapu)

Abydos

Az Abydos volt az első bolygó, melyet a Csillagkapun keresztül elért a CSK-1 a Csillagkapu filmben, és talán az első világ volt, melyre a goa’uldok embereket vittek. Az Abydos sivatagos világ, naquadah készletétől eltekintve haszontalan. Amikor Ré uralma alatt volt, emberi rabszolgáit kényszerítette annak bányászatára.
A Csillagkapu filmben Jack O'Neill és Daniel Jackson bátorítják az abydosiakat és vezetőjüket, Kasufot, hogy fellázadjanak Ré ellen. Győzelmük után a csapat visszatér a Földre, Daniel pedig a bolygón marad szerelmével, Sha'urival, Kasuf lányával.
A Csillagkapu sorozat Az Istenek gyermekei című bevezető epizódjában egy, a Csillagkapun keresztül érkező támadás után a csapat kiegészülve Samantha Carter századossal újra az Abydosra megy. Megjelenik Apófisz, és a kialakult tűzharcban elrabolja Sha're-t és Skaara-t. A Csillagkapu Parancsnokságra való visszatérés után a CSK-1 újabb küldetésre indul.
Abydost végül Anubisz pusztította el a Csillagkapu sorozat 6. évadjának A kör bezárul című epizódjában, ám a bolygó felrobbanása előtt Oma Desala segített Abydos egész népességének a felemelkedésében.

## Ré uralma alatt
Amikor a Tau’ri először eljutott az Abydosra, még csak vizsgálta a Csillagkaput, de nem tudták még, hogyan kell használni. Ennek a bolygónak a szimbólumai volt az első élő kapucím, amit találtak.() Egy csapatot küldtek át a kapun Jack O'Neill vezetésével, hogy megtudják, fenyegetheti-e veszély a Földet a másik oldalról. Amikor az abydosiak először találkoztak a csapattal, barátságosak voltak velük, úgy vélték, Ré küldte őket.
Amikor Ré visszatért az Abydosra és egy nukleáris fegyvert talált ott, elfogatta az utazókat és azt tervezte, visszaküldi a bombát a Földre némi naquadahval felerősítve. Elfogatta O'Neillt és Daniel Jacksont, aki korábbi lelövése után Ré szarkofágja segítségével feltámadt. Azt mondta Jacksonnak, hogy ha nem öli meg a csapat tagjait, Ré öli meg őt és mindenki mást is. Daniel úgy tett, mint aki vonakodva bár, de hozzálát a kivégzésekhez, majd az utolsó pillanatban hirtelen Ré és harcosai ellen fordult, így lehetőséget biztosított magának, a CSK-1-nek és egy csapat fiatal abydosinak a szökéshez. Danielnek ezután sikerült meggyőznie az abydosiakat, hogy uralkodóik nem istenek, és lázadásra bátorította őket. Amikor Kasuf beleegyezett ebbe, Ré megpróbálta elhagyni a bolygót, de O'Neill és Jackson a gyűrűk segítségével Ré űrhajójára küldte a bombát, elpusztítva Rét és harcosait. Jack embereivel együtt visszatért a Földre, míg Daniel az Abydoson maradt.

## Ré uralkodása után
Ré elpusztítása után az abidoszi nép azt hitte, szabadok, és folytatták tovább életüket Daniel Jacksonnal együtt. Egy éven át semmi kapcsolat nem volt a Földdel, mígnem a CSK-1 1997-ben visszatért, hogy kiderítse, az Abydosról érkezett-e a CSKP elleni támadás. Mikor rájöttek, hogy a támadás kiindulópontja nem az Abydos volt, Daniel egy falba vésett kartust mutatott a csapatnak, melyben a Csillagkapu címek egy térképe volt. Ekkor az ismeretlen támadók, akik Apófisz vezetésével a Földet is megtámadták, Abydosra érkeztek, és megöltek illetve megsebesítettek több abydosit és a CSK-2-ből ismert Louis Ferrettit. Daniel ekkor úgy döntött, visszatér a Földre, és segít Sha're és Skaara felkutatásában, és arra kéri az abydosiakat, hogy temessék el a kaput egy teljes évre, míg ő vissza nem tér.
Abydost végül Anubisz pusztította el Ré Szeme segítségével, ám Oma Desala még a robbanás előtt segített a teljes abydosi népesség felemelkedésében.

## Ismert Abydosiak
- Kasuf (Erick Avari) - Kasuf (héberül ezüstszínű), az Abydoson élők vezetője, és Sha're és Skaara apja. A 2. évad Szigorúan titkos című epizódjában, egy évvel azután, hogy Apófisz elraboltatta Kasuf gyermekeit, Daniel visszatér az Abydosra és megtudja, hogy Sha're Apófisz gyermekével terhes. Kasuf segít Danielnek elrejteni az újszülöttet Heru-ur elől. Kasuf a 3. évadban tér vissza újra az Egy örökké tartó nap című részben, amikor lánya, Sha're meghal. Kasuf utolsó megjelenése a 4. évadban van, amikor bemutatja a CSK-1-nek hirtelen felnőtt unokáját, Shifu-t (Teljhatalom).
- Sha're / Sha'uri (Mili Avital a filmben, Vaitiare Bandera a sorozatban) - Kasuf lánya, aki Daniel Jackson felesége lett és a goa'uld Amonet (vagy Amaunet) gazdateste. A filmben apja, Kasuf ajándékként ajánlotta fel Sha're-t Danielnek és bár akkor visszautasította, hogy feleségül vegye, később mégis egymásba szerettek. Egy év házasság után Az Istenek gyermekei című epizódban Apófisz elraboltatta Sha're-t, hogy királynője, Amonet gazdateste legyen. Daniel találkozik a már előrehaladott állapotban lévő Sha'reval a Szigorúan titkos című epizódban (2. évad). A terhesség alatt Amonet szunnyad, Sha're pedig tudatánál van, és elrejti Heru-ur elől gyermekét, a Harcesist. Amikor a fiú, Shifu megszületik, Amonet újra magához ragadja Sha're tudatát, mégis titokban tartja a gyermek hollétét. Egy évvel később azonban visszatér a gyermekért az Egy örökké tartó nap című epizódban, és a Kheb nevű bolygóra küldi egy szolgálójával. Az ebben a részben Abydosért folyó harc során Amonet Danielre támad kézifegyverével, Teal'c pedig, hogy megmentse Danielt, botfegyverével lelövi Sha'ret/Amonetet.
- Skaara (Alexis Cruz) - Kasuf fia és Sha're testvére. A Csillagkapu filmben Skaara és barátai segítenek O'Neillnak és csapatának Ré legyőzésében. A sorozat Az Istenek gyermekei című bevezető epizódjában Skaara-t elrabolják, hogy Apófisz fiának, Klorelnek a gazdateste legyen. A CSK-1 megtámadja Klorel űrhajóját az 1. évad záróepizódjában.[4] A 3. évad Színlelés című részében Klorel hajója a tollanok bolygójára zuhan, miközben Heru-ur serege elől menekül. Egy tollan technológia segítségével Skaara visszanyeri tudatát és részt vesz egy tollan tárgyaláson annak érdekében, hogy a szimbiótát elválasszák a gazdatesttől. Skaara megnyeri a tárgyalást és visszatér Abydosra.[5] Ezután segít a CSK-1-nek, hogy Anubisz előtt megtalálják Ré Szemét. Skaarat végül halálos találat éri Anubisz Jaffáival vívott tűzharc során, de Oma Desala segítségével ő is felemelkedik.

## Külső hivatkozások
- Stargate Wiki